# Picsearch
|                |                          |
| URL            | http://www.picsearch.es/ |
| Comercial?     | Sí                       |
| Clase de sitio | Buscador de imágenes     |
| Registrarse?   | No se necesita           |
| Dueño          | Picsearch                |
| Autor          | Picsearch                |

Picsearch es un buscador de imágenes que permite al usuario introducir palabras claves para encontrar imágenes relacionadadas con dichas palabras. La opción de Búsqueda Avanzada permite al usuario encontrar animaciones y elegir diferentes tamaños y medidas. La ausencia de pornografía en los resultados obtenidos convierte a este sitio en la herramienta de búsqueda ideal para menores de edad.
En la portada se muestran cuatro imágenes más buscadas de la semana.
Aparte de proporcionar el servicio de búsqueda de imágenes a través del dominio www.picsearch.es, Picsearch es también el proveedor de servicios de búsqueda de imágenes a portales como MSN y Lycos. Además de sus grandes socios, Picsearch le permite también a usuarios individuales incorporar la casilla de búsqueda de Picsearch en sus respectivos sitios web, de manera gratuita.
Picsearch tiene sede y está incorporado en Estocolmo, Suecia, y fue fundado en el año 2000.
Desde noviembre del 2005, Picsearch proporciona también uno de los primeros catálogos de imágenes en línea. Ideado como una versión visualizada de los directorios de enlaces e información, el Catálogo de imágenes de Picsearch comenzó inicialmente con enlaces a imágenes de los 100 términos más buscados hoy en día.
En enero de 2022, su página oficial apareció en blanco, con su logo y un texto en inglés celebrando su existencia en la red: "We had a great ride. R.I.P. 2000-2022".